# Paper Mario: The Origami King
Paper Mario: The Origami King (ペーパーマリオ オリガミキング?, Pēpā Mario: Origami Kingu) è un videogioco di ruolo sviluppato da Intelligent Systems e pubblicato nel 2020 da Nintendo per Nintendo Switch. È il sesto gioco nella serie di Paper Mario, che è parte del più ampio franchise di Mario.

## Trama
Mario riceve una lettera dalla Principessa Peach, che lo invita alla festa degli origami. Una volta arrivato a destinazione, tuttavia, scopre che la principessa è stata trasformata in un origami da Re Olly, che minaccia di trasformare ogni cosa in origami. Sigilla il Castello di Peach con 5 nastri magici e lo trasporta in cima ad un vulcano. Con l'aiuto della sua nuova amica Olivia, sorella pacifica di Olly, Mario deve avventurarsi nel Regno dei Funghi per sciogliere i nastri e fermare i piani di Re Olly. Durante l’avventura incontreranno i Soldati Origami e i Cartapestiferi, versioni dei nemici di Mario al servizio di Olly. Per sciogliere i nastri e giungere da Olly dovranno combattere contro la Brigata Cancelleria, una legione di articoli da ufficio assoldato da Re Olly per proteggere i nastri, tra cui: Astuccio, un astuccio artista che usa i suoi pastelli come missili e che proteggerà il nastro rosso. Elastico, un insieme di elastici che da una forma antropomorfa ad un enorme elastico con la passione per il teatro, difende il nastro blu. Perforatrice, una perforatrice in grado di rubare le facce e con l’amore per la danza, protegge il nastro giallo. Nastro adesivo, uno scotch dotato di dispenser viola stereotipo di un italo americano, è il capo della Brigata e protegge il nastro viola. Forbici, paia di forbici mortali in grado di ritagliare i Soldati Ritagliati e la Manaconda, è l’unico boss in grado di fare 999 danni a Mario, protegge il nastro verde. Pinzatrice, cane con le fattezze di una spillatrice che attraverso le pinze ha trasformato in origami gli scagnozzi di bowser, proteggerà l’entrata per il covo di Olly. Durante il viaggio per sconfiggere la Brigata Cancelleria si dovranno battere anche i Cartomagni, bestie elementali rese origami, necessarie per risolvere più facilmente le battaglie boss. Verranno usate da Olly durante la prima fase della sua battaglia. Prima dello scontro finale Olly rivelerà che il Mastro Origamista, un toad che creò Olly, scarabocchiò sul suo corpo, quest’ultimo lo prese come un oltraggio e dichiarò guerra a tutti i toad, con lo scopo di renderli tutti pezzi di carta bianca con la tecnica delle Mille Gru. Sconfitto Olly, quest’ultimo si redimerà capendo i suoi errori, e scoprirà che lo scarabocchio del Mastro Origamista in realtà era un augurio di un re giusto e gentile. Olivia userà il foglio di Olly per creare la millesa gru, esprimerà il desiderio di liberare il mondo dagli origami di Olly, quindi anche Olivia stessa. Il gioco si concluderà con il festival origami insieme a tutti i personaggi del gioco.

## Modalità di gioco
Il gioco è articolato in una struttura open world, anche se il mondo è articolato in sezioni. Il villaggio dei Toad centrale è di fatto l'hub dal quale poi si vanno ad articolare le sotto-aree, ognuna narrante uno specifico arco narrativo. L'esplorazione di queste aree è guidata dalla trama, rendendo di fatto il percorso affrontabile prestabilito. Durante l'avventura, Mario viaggia lungo tutto il regno accompagnato da Olivia (e in alcune sessioni da altri compagni aggiuntivi) ed in questa fase si svolge l'esplorazione e la ricerca dei Toad accartocciati. All'interno di queste fasi possiamo incontrare dei nemici che daranno il via agli scontri.

### Sistema di combattimento
I combattimenti in Paper Mario avvengono in un'area separata dal mondo esplorativo. Le aree di combattimento sono sempre contestualizzate a livello di decorazione per mantenere una sensazione di continuità. Il combattimento avviene in un'arena circolare, con Mario che si trova centrale ed i nemici che lo circondano su caselle mobili. Il combattimento è costituito da tre fasi: rompicapo, attacco e difesa. La prima fase dove si può spostare la caselle mobili durante un periodo di tempo, e qui il giocatore è chiamato a risolvere un rompicapo per posizionare i nemici "in ordine", distribuendoli in fila oppure a quadrato. Qualora si risolva il bonus, Mario riceve un boost all'attacco del 50% per la fase di attacco. Durante la seconda fase Mario attacca attraverso l'uso di armi (salto e martello) o tramite l'utilizzo di oggetti (sia curativi come il fungo che offensivi come il fiore di fuoco). Terminata questa fase, inizia il turno nemico dove si subiscono dei danni; il giocatore in questa fase può far parare a Mario i colpi, premendo il pulsante A col giusto tempismo.

## Sviluppo
Nel marzo 2020 varie fonti hanno riportato l'annuncio dell'imminente arrivo della serie Paper Mario su Nintendo Switch, in occasione del trentacinquesimo anniversario dal lancio di Super Mario Bros., all'Electronic Entertainment Expo. In seguito alla cancellazione dell'edizione dell'E3 a causa della pandemia di COVID-19 e alle successive misure di telelavoro adottate da Nintendo, il titolo è stato annunciato fuori dal Nintendo Direct il 14 maggio 2020.